# Từ Đạo Phúc
Từ Đạo Phúc (chữ Hán: 徐道覆, ? – 411), tướng lĩnh khởi nghĩa nông dân chống lại chính quyền Đông Tấn, anh rể của thủ lĩnh Lư Tuần.

## Xuất thân
Sử cũ không ghi chép về xuất thân của Từ Đạo Phúc. Ông chỉ bắt đầu được biết đến từ khi Lư Tuần lên nắm quyền lãnh đạo nghĩa quân sau cái chết của Tôn Ân.

## Tham gia khởi nghĩa và kết cục
Sau khi Hoàn Huyền chấp chính, tạm để Lư Tuần làm Vĩnh Gia thái thú. Tuần đóng quân ở Lâm Hải, dùng Đạo Phúc làm Tư mã điển chương quân sự. Tháng giêng năm Nguyên Hưng thứ 2 (403), Tuần sai Đạo Phúc đánh chiếm Đông Dương, tướng Tấn là Lưu Dụ đánh bại Đạo Phúc, sau đó tiến quân truy kích nghĩa quân.
Nghĩa quân thua chạy xuống phía nam. Tháng 7 năm Nguyên Hưng thứ 3 (404), nghĩa quân lên bờ đánh Châu trị Phiên Ngu, vây thành hơn trăm ngày thì hạ được thành. Tháng 10, Đạo Phúc hạ được Khúc Giang , quận trị của Thủy Hưng. Tuần được Lưu Dụ thụ mệnh làm Quảng Châu thứ sử, bèn lấy Đạo Phúc làm Thủy Hưng thái thú.
Trong khi Tuần bắt đầu nảy sinh tư tưởng cầu an ở Lĩnh Nam, Đạo Phúc tỏ ra nhìn xa trông rộng, không quên mục đích ban đầu. Ông ngầm chuẩn bị nhân lực – vật lực, chờ thời cơ quật khởi. Từ Đạo Phúc cho người đến núi Nam Khang (tức là Đại Dữu lĩnh, cách Thủy Hưng 400 dặm về phía đông), đốn gỗ đẽo ván thuyền, nói dối là đưa đến kinh đô để bán. Về sau Đạo Phúc lại nói là không có người chở đi, phải bán ở quận, hạ giá rất thấp, nhiều người tham rẻ mua về. Khi ấy sông Cống hiểm trở lại nước xiết, đóng thuyền rất khó, mọi người đều giữ ván lại không dùng.
Năm Nghĩa Hi thứ 5 (409), Lưu Dụ bắc phạt Nam Yên, Đạo Phúc viết thư khuyên Tuần khởi binh, Tuần không nghe. Ông đích thân đến Phiên Ngu, nói: "Triều đình luôn xem anh là bệnh trong tim ruột, ngày nào Lưu Dụ còn chưa trở về, ngày đó còn được bình an; nếu dẹp Tề (chỉ vùng Sơn Đông của Nam Yên) xong rồi, Lưu Dụ sai quân tinh nhuệ vượt Lĩnh, thì anh có tài thần vũ cũng không địch nổi. Cơ hội ngày nay, không thể bỏ lỡ. Đã chiếm được kinh đô, Lưu Dụ có về, cũng không làm được gì! Anh nếu không theo, xin hãy để tôi đưa người Thủy Hưng đi đánh Tầm Dương một mình!" Tuần không muốn, nhưng chẳng còn cách nào!
Sau đó, Đạo Phúc căn cứ vào bằng khoán cũ, đến từng nhà để lấy lại ván thuyền, không ai dám từ chối. Trong vòng một tuần, nghĩa quân chế tạo xong chiến hạm, rồi chia ra 2 đường tiến lên phía bắc. Sau khi đánh chiếm Dự Chương, Đạo Phúc xuôi dòng tiến xuống Tầm Dương, châu trị của Giang Châu, đánh bại và giết chết Thứ sử Hà Vô Kỵ.
Tuần sai Đạo Phúc đi đánh Giang Lăng, giữa đường bị quan quân đánh bại, chạy về khuyên Tuần dốc toàn lực đánh thẳng vào Kiến Khang, Tuần nghe theo. Tháng 5, Lư – Từ hợp binh đánh bại 2 vạn quân của tướng Tấn là Lưu Nghị từ Cô Thục tiến xuống, triều đình nhà Tấn kinh hoàng bàn nhau chạy khỏi Kiến Khang.
Nghĩa quân đến Thái Châu, Tuần nghe tin Lưu Dụ đã về Kiến Khang, thì muốn lui về Tầm Dương. Đạo Phúc muốn lên bờ quyết chiến, Tuần không nghe, bèn than rằng: "Ta không được Lư công tin dùng, việc ắt không thành. Nếu ta được vì 1 đấng anh hùng mà ra sức, thiên hạ không đủ để bình định." Nghĩa quân bỏ lỡ thời cơ, từ đó liên tiếp thua trận, Tuần chạy về Phiên Ngu, Đạo Phúc chạy về Thủy Hưng.
Tháng 2 năm Nghĩa Hi thứ 7 (411), tướng Tấn là Mạnh Hoài Ngọc phá được thành, Từ Đạo Phúc tử trận.